# Xã De Witt, Quận Clinton, Iowa
Xã De Witt (tiếng Anh: De Witt Township) là một xã thuộc quận Clinton, tiểu bang Iowa, Hoa Kỳ. Năm 2010, dân số của xã này là 6.658 người.